# 岡田嘉夫
岡田 嘉夫（おかだ よしお、1934年 - 2021年1月31日）は、日本の画家、グラフィックデザイナー。
源氏物語などの古典作品を題材とした小説の挿画や、田辺聖子をはじめとする作家との共著により、現代的な絵草紙を数多く手がける。鮮やかな色彩、大胆な構図、官能的な描線を駆使することで独自の世界を構築し、現代の浮世絵師とも称されている。近年においては、作家・橋本治とともに、歌舞伎を題材にした作品に取り組み、「歌舞伎絵」の創作に力を注ぐ一方、自ら古典落語のアレンジ及びプロデュースも手がける。ほか、一点物の派手なシャツ「エエマイシャツ」のデザインも手掛ける。
姉は新興キネマの女優・松浦妙子、又姪（まためい）は元宝塚歌劇団雪組の未涼亜希。

## 来歴
- 1934年（昭和9年）、神戸市中央区に生まれる[3]。
- 1953年（昭和28年）、兵庫県立長田高等学校を卒業後、神戸ドレスメーカー学院（後の神戸ファッション専門学校）などで服飾やデザインについて学ぶ一方、デッサンや絵画技術向上のため自己研鑽に努める。この頃、昭和を代表する挿絵画家・岩田専太郎に出会い、師と仰ぎ大いに影響を受けることとなった。
- 1963年（昭和38年）、神戸にてグラフィックデザイナーの活動を開始。OS映画劇場（株）及び（株）ミムラの嘱託デザイナーを務める。
- 1971年（昭和46年）から、挿画を中心に本格的な画家活動を開始する。
- 1973年（昭和47年）、講談社出版文化賞受賞。
- 2015年（平成27年）、長年住んだ東京を離れ、神戸に戻る[2]。兵庫区のケアハウスで妻とともに暮らしながら創作活動を継続していた[3]。
- 2021年（令和3年）1月31日、腹膜炎のため死去[4]。86歳没。

## 著作一覧

### 著書・共著
- 『岡田嘉夫・おんな絵草紙』絵：岡田嘉夫（1974）講談社
- 『ふしぎなひきだし』文：田辺聖子、絵：岡田嘉夫（1978）小学館
- 『絵草紙源氏物語』文：田辺聖子、絵：岡田嘉夫（1979）角川書店
- 『おちくぼ姫 落窪物語』＜文庫＞文：田辺聖子、絵：岡田嘉夫（1979）平凡社
- 『しらゆきひめ 』＜絵本＞文：与田準一、絵：岡田嘉夫（1985）フレーベル館
- 『にんぎょひめ』 ＜絵本＞文：森山京、絵：岡田嘉夫（1985）フレーベル館
- 『田辺聖子の小倉百人一首（正）』文：田辺聖子、絵：岡田嘉夫（1986）角川書店
- 『みにくいあひるのこ』 ＜絵本＞文：森山京、絵：岡田嘉夫（1986）フレーベル館
- 『おやゆびひめ』 ＜絵本＞文：森山京、絵：岡田嘉夫（1987）フレーベル館
- 『田辺聖子の小倉百人一首（続）』文：田辺聖子、絵：岡田嘉夫（1987）角川書店
- 『はくちょうのおうじ』＜絵本＞文：森山京、絵：岡田嘉夫（1987）フレーベル館
- 『ナイチンゲール』＜絵本＞文：森山京、絵：岡田嘉夫（1987）フレーベル館
- 『今昔物語絵双紙』文：田辺聖子、絵：岡田嘉夫（1990）角川書店
- 『源氏たまゆら』文：田辺聖子、絵：岡田嘉夫（1991）角川書店
- 『絵双紙妖綺譚・朱鱗の家』文：皆川博子、絵：岡田嘉夫（1991）角川書店
- 『嵯峨御絵巻』文：平岩弓枝、絵：岡田嘉夫（1992）角川書店
- 『うたかた絵双紙 古典まんだら』文：田辺聖子、絵：岡田嘉夫（1993）文化出版局
- 『みだれ絵双紙・金瓶梅』文：皆川博子、絵：岡田嘉夫（1995）講談社
- 『三日月物語』文：橋本治、絵：岡田嘉夫（1996）毎日新聞社
- 『平成絵草紙・女賊』文：橋本治、絵：岡田嘉夫（1998）集英社
- 『かぐやひめ』文：清水達也、絵：岡田嘉夫（2000）文溪堂
- 『仮名手本忠臣蔵 (橋本治・岡田嘉夫の歌舞伎絵巻 (1))』文：橋本治、絵：岡田嘉夫（2003）ポプラ社
- 『夢幻美女絵巻』＜文庫＞文：山崎洋子、絵：岡田嘉夫（2004）小学館
- 『義経千本桜 (橋本治・岡田嘉夫の歌舞伎絵巻(2))』文：橋本治、絵：岡田嘉夫（2005）ポプラ社
- 『四谷怪談 (日本の物語絵本)』＜絵本＞文：さねとうあきら、絵:岡田嘉夫（2005）ポプラ社
- 『菅原伝授手習鑑 (橋本治・岡田嘉夫の歌舞伎絵巻(3))』文：橋本治、絵：岡田嘉夫（2007）ポプラ社
- 『国性爺合戦 (橋本治・岡田嘉夫の歌舞伎絵巻(4))』文：橋本治、絵：岡田嘉夫（2010）ポプラ社
- 『妹背山婦女庭訓 (橋本治・岡田嘉夫の歌舞伎絵巻(5))』文：橋本治、絵：岡田嘉夫（2012）ポプラ社
- 『マルメロ草紙』文：橋本治、絵：岡田嘉夫（2013）集英社
- 『歌舞伎ぬりえ・義経千本桜』＜ぬりえ本＞絵：岡田嘉夫（2016）ポプラ社

### 表紙・挿画（書籍）
- 『新源氏物語（上）（中）（下）』＜文庫＞文：田辺聖子（1984）集英社
- 『私の好きな古典の女たち』＜文庫＞文：瀬戸内寂聴（1985）講談社
- 『顔師・連太郎と五つの謎』文：皆川博子（1989）中央公論社
- 『少年少女古典文学館「平家物語（上）（下）」』文：吉村昭（1992）講談社
- 『新釈雨月物語』＜文庫＞文：石川淳（1994）角川書店
- 『笛吹童子～痛快世界の冒険文学 (7)～』文：橋本治（1998）角川書店
- 『双調平家物語（1）序の巻 飛鳥の巻』文：橋本治（1998）中央公論社
- 『双調平家物語（2）栄花の巻Ⅰ（承前）』文：橋本治（1999）中央公論社
- 『いよよ華やぐ（上）（下）』文：瀬戸内寂聴（1999）新潮社
- 『双調平家物語（3）栄花の巻Ⅱ』文：橋本治（1999）中央公論社
- 『双調平家物語（4）栄花の巻Ⅲ』文：橋本治（1999）中央公論社
- 『双調平家物語（5）父子の巻　保元の巻』文：橋本治（1999）中央公論社
- 『天切り松 闇がたり（1）闇の花道』文：浅田次郎（1999）集英社
- 『天切り松 闇がたり（2）残侠』文：浅田次郎（1999）集英社
- 『坂本竜馬 飛べ！ペガスス』文：古川薫（2000）小峰書店
- 『笑い姫』＜文庫＞文：皆川博子（2000）文藝春秋
- 『双調平家物語（6）保元の巻（承前）』文：橋本治（2000）中央公論社
- 『双調平家物語（7）乱の巻』文：橋本治（2000）中央公論社
- 『西郷隆盛―薩摩ハヤトのバラード (時代を動かした人々 維新篇)』文：古川薫（2001）小峰書店
- 『勝海舟―わが青春のポセイドン (時代を動かした人々 維新篇)』文：古川薫（2001）小峰書店
- 『双調平家物語（8）乱の巻（承前）平治の巻』文：橋本治（2001）中央公論社
- 『天切り松 闇がたり （3）初湯千両』文：浅田次郎（2002）集英社
- 『吉田松陰―吟遊詩人のグラフィティ (時代を動かした人々)』文：古川薫（2002）小峰書店
- 『東海道四谷怪談（21世紀によむ日本の古典 20）』文：田口章子（2002）ポプラ社
- 『双調平家物語（9）平治の巻（承前）』文：橋本治（2002）中央公論社
- 『花闇』＜文庫＞文：皆川博子（2002）中央公論社
- 『板垣退助―三日月に祈る自由民権の志士 (時代を動かした人々 維新篇)』文：古川薫（2003）小峰書店
- 『双調平家物語（10）平治の巻（承前）、平家の巻』文：橋本治（2003）中央公論社
- 『双調平家物語（11）平家の巻（承前）』文：橋本治（2003）中央公論社
- 『桂小五郎―奔れ!憂い顔の剣士 (時代を動かした人々 維新篇)』文：古川薫（2004）小峰書店
- 『双調平家物語（12）治承の巻』文：橋本治（2004）中央公論社
- 『天切り松 闇がたり（4）昭和侠盗伝』文：浅田次郎（2005）集英社
- 『アーネスト・サトウ―女王陛下の外交官 (時代を動かした人々 維新篇)』文：古川薫（2005）小峰書店
- 『佐久間象山―誇り高きサムライ・テクノクラート (時代を動かした人々―維新篇)』文：古川薫（2006）小峰書店
- 『双調平家物語（13）治承の巻Ⅱ』文：橋本治（2006）中央公論社
- 『双調平家物語（14）治承の巻Ⅱ（承前）、源氏の巻』文：橋本治（2006）中央公論社
- 『伊藤博文―明治日本を創った志士 (時代を動かした人々 維新篇)』文：古川薫（2007）小峰書店
- 『双調平家物語（15）源氏の巻（承前）、落日の巻、灌頂の巻』文：橋本治（2007）中央公論社
- 『日本故事物語（上）（下）』文：池田彌三郎（2009）河出書房新社
- 『恋のからたち垣の巻 異本 源氏物語』＜文庫＞文：田辺聖子（2011）集英社
- 『春のめざめは紫の巻 新・私本源氏』＜文庫＞文：田辺聖子（2011）集英社
- 『天切り松 闇がたり（5）ライムライト』文：浅田次郎（2014）集英社
- 『安倍晴明あやかし鬼譚』＜文庫＞文：六道慧（2014）徳間書店

### 挿画（新聞・雑誌連載用挿画）
- 『新源氏物語（週刊朝日連載）』文：田辺聖子（1974～1978）
- 『時空道中膝栗毛（報知新聞連載）』文：小松左京（1976～1977）
- 『絵双紙妖綺譚・朱鱗の家（野性時代連載）』文：皆川博子（1989～1990）
- 『隠形（週刊新潮※読み切り）』文：井上祐美子（1996）
- 『秀吉の枕（週刊新潮※読み切り）』文：竹山洋（1996）
- 『いよよ華やぐ（日本経済新聞連載）』文：瀬戸内寂聴（1998）
- 『王妃の館（雑誌メイプル連載）』文：浅田次郎（1998）

### ポスター原画など
- NHK総合「江戸に象が来た」スタジオセット原画（放映年不明）
- NHK教育テレビ「永井荷風『つゆのあとさき』」原画（放映年不明）
- 枚方大菊人形展「武田信玄」ポスター原画（1998）
- 枚方大菊人形展「春日の局」ポスター原画（1999）
- 劇団花組芝居「KANADEHON忠臣蔵」ポスター原画（2007）
- 劇団花組芝居「怪談牡丹灯籠」ポスター原画（2008）
- 劇団花組芝居公演「ナイルの死神」ポスター原画（2009）
- 前進座公演「創作歌舞伎・髪飾不思議仕掛」ポスター原画（2012）
- 劇団花組芝居公演「菅原伝授手習鑑 ～天神さまの来た道～』」ポスター原画（2012）

### 古典落語プロデュース作品
- 『岡田嘉夫ニューバージョン「文七元結」』落語：桂才紫（現：桂やまと）（2013.12東京公演）（2014.11神戸公演）（2015.12東京公演）
- 『講釈仕立一人芝居風丸本歌舞伎落語「桜姫東文章」 原作：四世鶴屋南北、翻案：岡田嘉夫、落語・芝居：原川浩明（2015.5東京公演）
- 『岡田嘉夫版「落語・源氏物語」』原作：紫式部、落語：桂文我（2016.10神戸公演）

### その他プロデュース作品
- 神戸のシャレ男100人プロジェクト（紳士用オーダーシャツ制作プロジェクト）プロデュース：岡田嘉夫（コーディネート）、浦上雅男（制作）